# Cabildo (Canárias)
Cabildo é uma entidade administrativa da Comunidade Autónoma de Canárias, de âmbito insular nas ilhas de Tenerife, La Palma, La Gomera, El Hierro, Lanzarote, Gran Canaria e Fuerteventura. La Graciosa não possui cabildo próprio, integrando-se no de Lanzarote. Os cabildos têm certas semelhanças com os "Concejos Insulares" das Baleares e, muito menor, com os "Conselhos de Ilha" dos Açores.
Os cabildos foram criados pela Ley de Cabildos do ano de 1927, durante a ditadura de Primo de Rivera.
Os seus membros são eleitos por sufrágio universal directo pelos cidadãos residentes em cada ilha. O cabeça da lista mais votada assume as funções de Presidente do Cabildo, podendo contudo ser destituído mediante uma moção de censura posterior.
Durante a ditadura de Francisco Franco os membros do cabildo eram escolhidos a dedo, mas mantiveram as suas funções de administração insular. Uma vez restaurada a democracia, assumiram competências intermédias entre as das assembleias provinciais e as Comunidades Autónomas, em matérias como saúde, ambiente, cultura, desportos, indústria, vias terrestres, água potável e de rega, gestão de licenças de caça e pesca, museus, praias, transportes públicos e ordenamento do território. Têm o poder de lançar derramas sobre o preço dos combustíveis.
A palavra "cabildo" tem a mesma origem que a palavra portuguesa "cabido" (organismo eclesiástico diocesano de apoio ao bispo), mantendo o mesmo significado nas dioceses de língua espanhola.

## Listagem doscabildos
Existem os seguintes cabildos:
- Cabildo de Gran Canaria;
- Cabildo de La Palma;
- Cabildo de Tenerife;
- Cabildo de La Gomera;
- Cabildo de Lanzarote, abrange La Graciosa e o arquipélago Chinijo;
- Cabildo de Fuerteventura, abrange o Islote de Lobos;
- Cabildo de El Hierro.